# Yesterday's Men
Yesterday's Men is een single van de Britse ska-popgroep Madness uit 1985. Het is geschreven door zanger Suggs en gitarist Chris Foreman en werd in Engeland de twintigste top 20-hit op rij. In Nederland verkocht de single matig.

## Achtergrond
Yesterday's Men gaat, zoals Suggs het treffend zei, "over die hoogbejaarde politici die denken dat ze nog steeds aan de macht zijn" en hardnekkig vasthouden aan de stelling vandaag de broekriem aanhalen zodat het morgen beter gaat. "Het zijn steeds dezelfden die de broekriem moeten aanhalen; wie zegt dat er een morgen is ?".
Het nummer werd in december 1984 opgenomen met ex-Specials-lid Jerry Dammers op orgel en had al begin 1985 moeten verschijnen; ware het niet dat de opnamen voor het nieuwe album uiterst moeizaam verliepen door het vertrek van pianist Mike Barson en de breuk met platenlabel Stiff waarop Madness de succesvolste act was. Pas in augustus 1985 verscheen dan de single die in het verlengde lag van voorganger One Better Day en door de pers met het latere werk van Roxy Music werd vergeleken; de B-kant was het door Suggs geschreven en gecomponeerde All I Knew en aan de picture-disc was een twee jaar oude live-uitvoering van It Must Be Love toegevoegd.
In de bijbehorende videoclip trok saxofonist Lee Thompson de aandacht door zich als Hare Krishna te kleden en derhalve het gerucht te verspreiden dat hij zich zou hebben bekeerd. Yesterday's Men werd als vanouds gepromoot met televisie-optredens in Engeland, Duitsland en Nederland waar op 10 september de Countdown-studio werd bezocht. De in Amsterdam neergestreken Barson zat in het publiek en was er getuige van hoe Suggs vragen van Adam Curry beantwoordde over het vertrek van "de zevende" en de serieuzere muziekstijl die Madness zich de laatste jaren had aangemeten. Als herinnering aan de hoogtijdagen werd ook Embarrassment geplaybackt.

## Lijst
| "Yesterday’s Men" in de Nederlandse Single Top 100 - Binnen: 28-09-1985 | "Yesterday’s Men" in de Nederlandse Single Top 100 - Binnen: 28-09-1985 | "Yesterday’s Men" in de Nederlandse Single Top 100 - Binnen: 28-09-1985 | "Yesterday’s Men" in de Nederlandse Single Top 100 - Binnen: 28-09-1985 | "Yesterday’s Men" in de Nederlandse Single Top 100 - Binnen: 28-09-1985 | "Yesterday’s Men" in de Nederlandse Single Top 100 - Binnen: 28-09-1985 |
| Week                                                                    | 1                                                                       | 2                                                                       | 3                                                                       | 4                                                                       | 5                                                                       |
| ----------------------------------------------------------------------- | ----------------------------------------------------------------------- | ----------------------------------------------------------------------- | ----------------------------------------------------------------------- | ----------------------------------------------------------------------- | ----------------------------------------------------------------------- |
| Nummer                                                                  | 43                                                                      | 41                                                                      | 47                                                                      | 50                                                                      | uit                                                                     |

Suggs · Mike Barson · Lee Thompson · Chris Foreman · Mark Bedford · Daniel Woodgate · Chas Smash